# 陈叔平
陳叔平（572年—7世纪），字子康，陳宣帝陈頊第二十子。

## 母
韦修容，陳宣帝的妃嫔，陳宣帝即位后，封为修容。

## 生平
至德元年（583年）十月丁酉日，陳后主立陳叔平为湘东王。祯明三年（589年），陈朝灭亡，陳叔平入隋。大业年间为胡苏县令。